# 密拉特

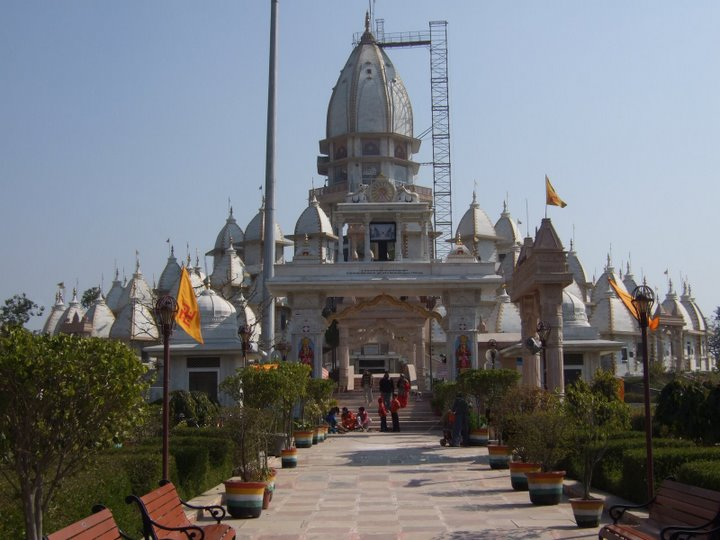
Meerut

密拉特（乌尔都语：‎）为印度北方邦的一座城市，人口1,524,908人（2011年）。密拉特位于新德里东北72公里的密拉特县境内，也是印度卫戍部队驻地和密拉特专区、密拉特县的行政中心。该市因1857年爆发反抗英国殖民统治的民族大起义而闻名，其时“挺进德里”的口号第一次从这里响起；同时该市在1980年代和1990年代受到暴力活动的干扰，如穆斯林、印度教徒二派冲突之地，1987年曾爆发多次冲突，最近十来年此类事件终于平息下来。